# Björn Süfke
Björn Süfke (* 1972 in Lübeck) ist ein deutscher Autor, Psychologe und Männerberater. Er beschäftigt sich mit den Themen Männlichkeit und Männertherapie.

## Leben
Süfke ist in Lübeck geboren und aufgewachsen. Er studierte in Bielefeld Psychologie, wo er auch seine Ausbildung in personzentrierter Psychotherapie absolvierte. Seitdem berät er Männer und hält Vorträge, Lesungen, Seminare und Fortbildungen.
Er hat eine Frau und drei Kinder.

## Werke
- Björn Süfke, Die Ritter des Möhrenbreis, Patmos Verlag, 2010
- Björn Süfke, Männerseelen: Ein psychologischer Reiseführer, Goldmann Verlag, 2010
- Björn Süfke, Männer: Was es heute heißt, ein Mann zu sein, Mosaik Verlag, 2016
- Björn Süfke, Papa, Du hast ja Haare auf der Glatze!, Goldmann Verlag, 2017

### Als Co-Autor
- Wolfgang Neumann, Björn Süfke, Den Mann zur Sprache bringen: Psychotherapie mit Männern, Dgvt-Verlag, 2004
- Wolfgang Neumann, Björn Süfke, Anna J Wittmann, Jens Flassbeck, Wi(e)der die therapeutische Ohnmacht: Ressourcenorientierte Psychotherapie in schwierigen Fällen, Dgvt-Verlag, 2005
- Rosemarie Piontek, Björn Süfke, Uwe Britten,Typisch Frau, typisch Mann? Die Bedeutung von Genderfragen für die Psychotherapie. Rosemarie Piontek und Björn Süfke im Gespräch mit Uwe Britten (Psychotherapeutische Dialoge), Vandenhoeck & Ruprecht, 2017